# Пасифік Колізіум
«Пасифік Колізіум» (англ. Pacific Coliseum) — спортивний комплекс, одна з арен зимових Олімпійських ігор 2010 року (м. Ванкувер, Канада).
Спорткомплекс розташований по вулиці 100 Норс Ренфр'ю Стріт у Ванкувері. 
Спортивну арену звели в 1968 році до Тихоокеанської національної виставки (англ. Pacific National Exhibition). 
Місткість комплексу — 17 500 місць, з яких 15 713 є стаціонарними, також він може прийняти 16 150 глядачів під час хокейного матчу. 
Біля комплексу є паркування для автівок, розраховане на 3 500 місць.